# Vellozia nuda
Vellozia nuda é uma espécie de planta do gênero Vellozia e da família Velloziaceae. 

## Taxonomia
A espécie foi descrita em 1976 por Edward S. Ayensu e Lyman Bradford Smith. 

## Forma de vida
É uma espécie rupícola, terrícola e subarbustiva. 

## Conservação
A espécie faz parte da Lista Vermelha das espécies ameaçadas do estado do Espírito Santo, no sudeste do Brasil. A lista foi publicada em 13 de junho de 2005 por intermédio do decreto estadual nº 1.499-R. 

## Distribuição
A espécie é encontrada no estado brasileiro de Minas Gerais. 
A espécie é encontrada no domínio fitogeográfico de Cerrado, em regiões com vegetação de campos rupestres.